# Гренада на летних Олимпийских играх 1988
Гренада принимала участие в Летних Олимпийских играх 1988 года в Сеуле (Корея) во второй раз за свою историю, но не завоевала ни одной медали. Сборную страны представляли 4 мужчины и 2 женщины.

## Результаты соревнований

### Бокс
| Спортсмен    | Весовая категория | 1/32 финала                                      | 1/16 финала                                                 | 1/8 финала                                                       | Четвертьфинал        | Полуфинал            | Финал                | Финал |
| Спортсмен    | Весовая категория | Соперник Счёт                                    | Соперник Счёт                                               | Соперник Счёт                                                    | Соперник Счёт        | Соперник Счёт        | Соперник Счёт        | Место |
| ------------ | ----------------- | ------------------------------------------------ | ----------------------------------------------------------- | ---------------------------------------------------------------- | -------------------- | -------------------- | -------------------- | ----- |
| Тад Джозеф   | до 54 кг          | Хосе де Хесус Гарсия Мексика П RSC 1 раунд, 1:05 | Завершил выступления                                        | Завершил выступления                                             | Завершил выступления | Завершил выступления | Завершил выступления | 33    |
| Гарт Феликс  | до 71 кг          | Норберт Нироба ФРГ П KO 1 раунд, 2:27            | Завершил выступления                                        | Завершил выступления                                             | Завершил выступления | Завершил выступления | Завершил выступления | 32    |
| Джон Тобин   | до 75 кг          |                                                  | Лотфи Айед Швеция П 0:5 (56:59, 58:59, 56:60, 57:60, 56:60) | Завершил выступления                                             | Завершил выступления | Завершил выступления | Завершил выступления | 17    |
| Крис Коллинз | до 81 кг          |                                                  |                                                             | Ахмед Эль-Нагар Египет П 0:5 (57:60, 58:59, 55:60, 56:60, 58:59) | Завершил выступления | Завершил выступления | Завершил выступления | 9     |

### Лёгкая атлетика
Женщины
| Дисциплина | Спортсменка        | Предварительный раунд | Предварительный раунд | Четвертьфиналы | Четвертьфиналы | Полуфиналы | Полуфиналы | Финал     | Финал     |
| Дисциплина | Спортсменка        | Результат             | Место                 | Результат      | Место          | Результат  | Место      | Результат | Место     |
| ---------- | ------------------ | --------------------- | --------------------- | -------------- | -------------- | ---------- | ---------- | --------- | --------- |
| 200 м      | Агнес Гриффит      | 24.79                 | 43                    | Не прошла      | Не прошла      | Не прошла  | Не прошла  | Не прошла | Не прошла |
| 400 м      | Агнес Гриффит      | 57.09                 | 41                    | Не прошла      | Не прошла      | Не прошла  | Не прошла  | Не прошла | Не прошла |
| марафон    | Арлин Винсент-Марк |                       |                       |                |                |            |            | 3:23:56   | 62        |